# Graf DK 39

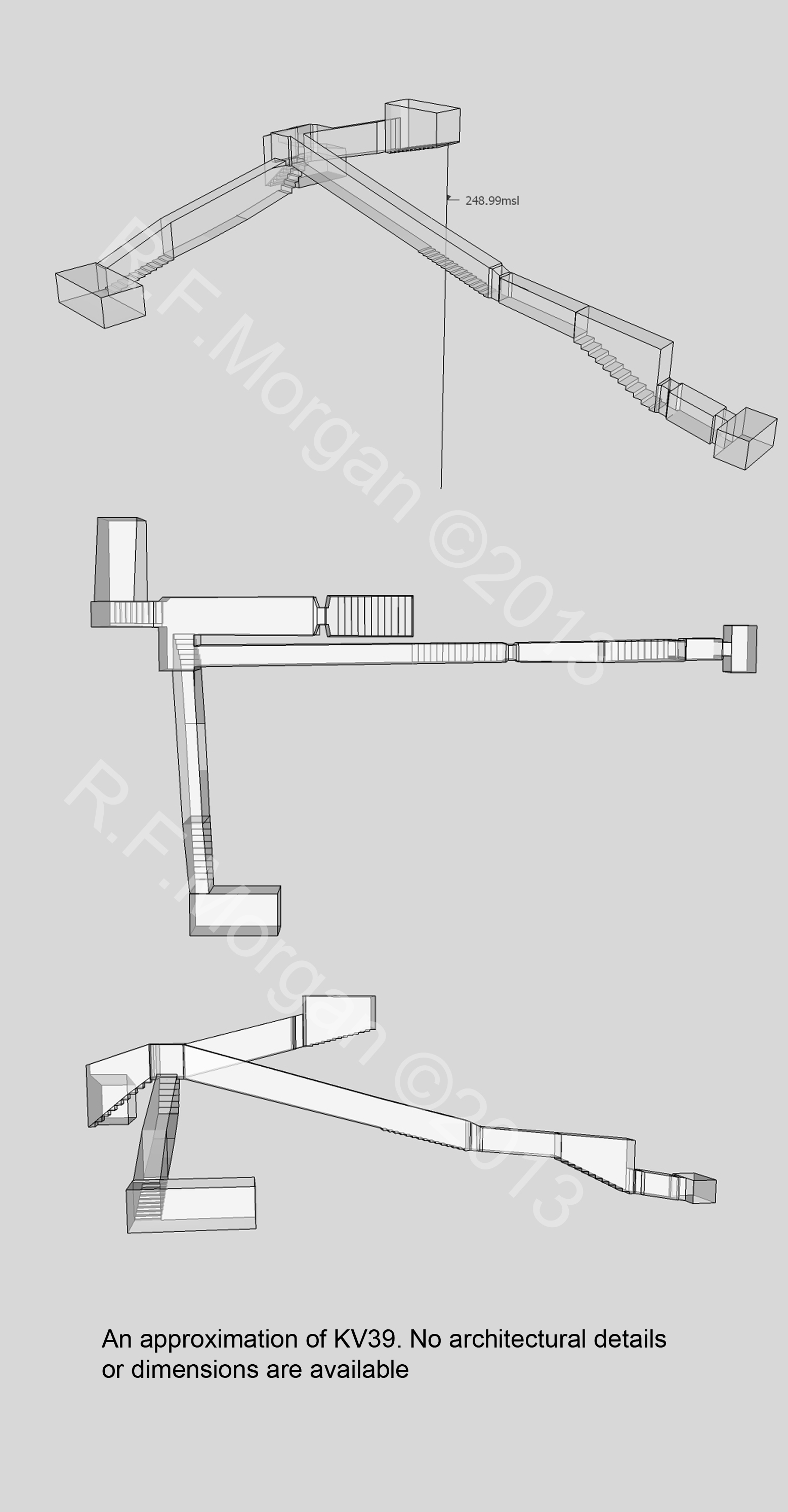
Schematische weergave van graf DK 39

Graf DK 39 is een graf uit de Vallei der Koningen. Het graf, mogelijk daterend uit de 18e dynastie, werd ontdekt door Victor Loret in 1899. Het graf behoort mogelijk tot Amenhotep I.
Het graf ligt iets buiten het centrum van de vallei, waar alle andere graven liggen. De locatie is op zich opziendbarend, omdat het vrij verwijderd ligt van de andere graven.